# Rue l'Espérance
Pour les articles homonymes, voir Rue de l'Espérance.
Rue l'Espérance est une série télévisée québécoise en 52 épisodes de 45 minutes diffusée entre le 22 septembre 1999 et le 30 avril 2001 sur le réseau TVA.

## Fiche technique
- Scénaristes : Jacques Savoie et Nicole Lemire
- Réalisation : Sylvia Turgeon et Robert Desfonds
- Société de production : JPL Production

## Distribution
- Serge Postigo : Olivier Leblanc
- Geneviève Bilodeau : Isabelle Gélinas
- Danny Gilmore : Sébastien Michaud
- Myriam Poirier : Sophie Bissonnette
- Rémy Girard : André Lamoureux
- Michel Dumont : Léon Béliveau
- Élyse Marquis : Jacinthe Dompierre
- André Robitaille : Patrick Stanley
- Stéphane Gagnon : Hugo Bérubé
- Martin Drainville : Hubert Drolet
- Paule Baillargeon : Louise Béliveau
- Jean-Pierre Bergeron : Antoine Bourbonnais
- Raymond Bouchard : Jean-Denis Gélinas
- Marie-Josée Forget : Audrey Béliveau
- Claude Gagnon : Benoît Vigneault
- Nathalie Gascon : Mireille Bissonnette
- Robert Lalonde : Armand Champagne
- Normand Lévesque : Henry Vigneault
- Guy Mignault : Jérôme Dubuc
- Pierrette Robitaille : Yolande Dubuc
- Linda Sorgini : Micheline Lamarre
- Susie Almgren : Jennifer Ewen
- Martine Francke : Chantal Poirier
- Sandra Dumaresq : Geneviève Auclair
- Daniel Gadouas : Laurent Lefebvre
- Alexandre Compagna : Xavier Auclair
- Martin Rouleau : Maxime B. Duchesne
- Sacha Bourque : un adolescent
- Monik Vincent : une cliente au restaurant
- Pierre Cotroni Wagner : un technicien
- Sylvain Carrier : un animateur de radio
- Manon Caillé : une animatrice de radio